# Vejsalg
Vejsalg eller tillidsbod er fra en lille uovervåget bod, ofte kaldet en vejbod, sat op i vejkanten, typisk udfor en private ejendom som falbyder deres husflid eller hjemmedyrkede frugt og grøntsager. Her betaler man en kasse eller pengekasse, og tager sine varer, salget er i høj grad baseret på tillid.